# Забардовиці
Забардовиці (пол. Zabardowice) — село в Польщі, у гміні Олава Олавського повіту Нижньосілезького воєводства.
Населення — 218 осіб (2011).
У 1975-1998 роках село належало до Вроцлавського воєводства.

## Демографія
Демографічна структура станом на 31 березня 2011 року:
|          | Загалом | Допрацездатний вік | Працездатний вік | Постпрацездатний вік |
| -------- | ------- | ------------------ | ---------------- | -------------------- |
| Чоловіки | 112     | 22                 | 80               | 10                   |
| Жінки    | 106     | 22                 | 63               | 21                   |
| Разом    | 218     | 44                 | 143              | 31                   |